# Вальзамоджа
Вальзамоджа (італ. Valsamoggia) — муніципалітет в Італії, у регіоні Емілія-Романья, метрополійне місто Болонья. Муніципалітет утворено 1 січня 2014 року шляхом об'єднання муніципалітетів Баццано, Кастелло-ді-Серравалле, Креспеллано, Монтевельйо, Савіньо.
Вальзамоджа розташована на відстані близько 320 км на північ від Рима, 21 км на захід від Болоньї.
Населення — 30 606 осіб (2016).
Щорічний фестиваль відбувається 11 жовтня. Покровитель — San Giovanni XXIII.

## Демографія
Населення за роками:

Станом на 1 січня 2023 року в муніципалітеті офіційно проживали 3784 іноземці з 93 країн, серед них 1105 громадян країн Євросоюзу та 124 громадяни України.

## Сусідні муніципалітети
- Анцола-делл'Емілія
- Вергато
- Гуїлья
- Кастельфранко-Емілія
- Марцаботто
- Монте-Сан-П'єтро
- Сан-Чезаріо-суль-Панаро
- Савіньяно-суль-Панаро
- Цокка
- Цола-Предоза